# Anschlag in Bulawayo 2018
Der Anschlag in Bulawayo ereignete sich am 23. Juni 2018 im White City Stadium der simbabwischen Stadt Bulawayo. Während einer Wahlkampfveranstaltung explodierte gegen 14:00 Uhr Ortszeit in unmittelbarer Nähe zum Rednerpult eine Handgranate. Kurz zuvor hatte Präsident Emmerson Mnangagwa seine Rede beendet.
Bei dem Anschlag wurden 2 Menschen getötet und 47 verletzt, darunter die Vizepräsidenten Constantino Chiwenga und Kembo Mohadi, sowie andere hochrangige Regierungsangehörige. Präsident Mnangagwa blieb unverletzt.
Die Urheber des Attentats sind noch nicht bekannt. Zwei Verdächtige, Bewohner des Vororts Pumula, wurden vor dem Tredgold Magistrates’ Court in Bulawayo verhört, jedoch später ohne Anklage wieder freigelassen.